# Prylymanske
Prylymanske  (ucraniano: Прилиманське) es una localidad del Raión de Ovidiopol en el Óblast de Odesa de Ucrania. Según el censo de 2025, tiene una población de 4000 habitantes.